# Galerians
Galerians (Japans: ガレリアンズ") is een videospel voor het platform Sony PlayStation. Het spel werd in 1999 uit in Japan en een jaar later in andere werelddelen. Het perspectief van het spel wordt weergegeven in de derde persoon.

## Ontvangst
Het spel werd wisseld ontvangen:
| Beoordeeld door | Jaar | Score |
| --------------- | ---- | ----- |
| Gameplay RPG    | 2000 | 89    |
| GameSpy         | 2000 | 82    |
| Power Unlimited | 2000 | 81    |
| PSM             | 2000 | 80    |
| Quebec Gamers   | 2012 | 78    |
| IGN             | 2000 | 75    |
| Legendra        | 2008 | 70    |
| Da Gameboyz     | 2004 | 70    |
| HonestGamers    | 1999 | 70    |
| GameRankings    | 2000 | 68,33 |
| Game Revolution | 2000 | 42    |
| Gaming Age      | 2004 | 42    |